# 660 TCN

## Sự kiện
- 11 tháng 2 - Theo truyền thống, vào ngày 1 tháng 1 năm Tân Dậu, Thiên hoàng Jimmu bắt đầu trị vì và thành lập nên Nhật Bản.
- Tấn Hiến công sai Thế tử Thân Sinh đem quân đi đánh đất Đông Sơn.
- Nước Địch vào đánh nước Vệ, giết Vệ Ý công, sau đó đánh phá nước Hình. Vệ Đái công lên ngôi.
- Công tử Khánh Phủ sai thủ hạ là Bốc Kỳ mang quân tập kích giết chết cháu họ là Lỗ Mẫn công.

## Mất
- Tần Thành công, quân chủ nước Tần
- Vệ Ý công, quán chủ nước Vệ
- Vệ Đái công, quân chủ nước Vệ
- Lỗ Mẫn công, quân chủ nước Lỗ
- Khánh Phủ, công tử nước Lỗ
- Ai Khương, phu nhân nước Lỗ